# Leptotarsus (Longurio) espinozai
Leptotarsus (Longurio) espinozai is een tweevleugelige uit de familie langpootmuggen (Tipulidae). De soort komt voor in het Neotropisch gebied.